# 尼科斯·普兰查斯
尼科斯·普兰查斯（希臘語：Νίκος Πουλαντζάς；1936年9月21日—1979年10月31日）是一个希腊裔法国马克思主义政治社会学家、哲学家。普兰查斯和路易·皮埃尔·阿尔都塞同为知名的结构马克思主义者。他最初支持列宁主义，但后转向民主社会主义，提出“通往社会主义的民主道路”理论。1979年，普兰查斯在法国巴黎跳楼自杀。